# موتور بلوچ محمد جدگال
موتور بلوچ محمد جدگال یک منطقهٔ مسکونی در ایران است که در دهستان پیرسهراب واقع شده‌است. موتور بلوچ محمد جدگال ۲۳ نفر جمعیت دارد.